# Classical waves
Classical waves is een instrumentaal nummer van The Cats uit 1984. Het is het enige nummer uit de geschiedenis van de band dat door alle leden werd geschreven. Het verscheen dat jaar op de B-kant van de single A love like yours en kwam later op verzamelalbums terecht, zoals op The Cats 100 (2008) en Complete (2014).
Het werd geschreven door Cees Veerman, Piet Veerman, Jaap Schilder en Arnold Mühren. Theo Klouwer was op dat moment geen lid van de band die toen net weer bij elkaar was (derde comeback). Later kwam hij er wel weer bij. Door die situatie is dit het enige nummer ooit waaraan de gehele band heeft meegeschreven. Weliswaar is er nog één lied waaraan vier Cats aan één nummer, namelijk Silent breeze (1983), maar toen bestond de band uit vijf leden. Mühren schreef daar niet aan mee.
The Shakin' Arrows coverden het nummer in 1995 op hun cd Always on my mind.
Het is een georkestreerd, instrumentaal lied met solo's voor verschillende instrumenten, waaronder voor een synthesizer, een akoestisch gitaar en elektrisch gitaar.